# Horváth Sándor (vízépítő mérnök)
Dr. Horváth Sándor Jenő (Medgyes, 1905. november 5. – Budapest, 1980. január 19.) vízépítő mérnök, a műszaki tudományok doktora (1961).

## Életpályája
1929-ben mérnöki oklevelet szerzett a budapesti Műegyetemen. Ezt követően több folyammérnöki hivatalnál teljesített szolgálatot. 1941-től a komáromi folyammérnöki hivatal főnöke volt. 1948–1950 között az Országos Vízgazdálkodási Hivatal főmérnöke, majd a Nemzetközi Dunabizottság osztályvezetője a romániai Galacban, illetve Budapesten. Az 1954-es és az 1956-os dunai árvíz idején kormánybiztos volt, illetve kormánymegbízottként az árvédekezési munkák egyik legfőbb műszaki irányítója volt. 1963–1972 között a Vízgazdálkodási Tudományos Kutató Intézetben főosztályvezetője, majd műszaki igazgató-helyettese volt.
Fontos szerepe volt a dunai folyammeder-felvételek irányításában, a folyócsatornázási tervek kidolgozásában. Kutatási területe a folyók jégviszonyainak vizsgálata, illetve a víziúthálózat fejlesztési koncepcióinak kidolgozása volt. Szakmai munkásságának elismeréseképpen a Magyar Hidrológiai Társaság tiszteleti tagjává választotta.
Sírja a Farkasréti temetőben található (1/5.(1/B.)-45/46).

## Művei
- A Duna jégviszonyai (Budapest, 1979)

## Díjai
- Kvassay Jenő-emléklap (1963)[7]